# Junior Sambu
Junior Marsoni Sambu Mansoni (Liegi, 3 giugno 1996) è un calciatore belga, difensore dell'RWDM47.

## Carriera
Dopo aver giocato a lungo nelle serie inferiori belghe, il 1º luglio 2020 viene acquistato dallo SO Cholet, formazione della terza divisione francese. L'anno successivo, fa ritorno al Seraing, che nel frattempo era salito in Pro League, la massima serie del campionato belga.

## Statistiche

### Presenze e reti nei club
Statistiche aggiornate al 3 aprile 2022.
| Stagione        | Squadra         | Campionato      | Campionato | Campionato | Coppe nazionali | Coppe nazionali | Coppe nazionali | Coppe continentali | Coppe continentali | Coppe continentali | Altre coppe | Altre coppe | Altre coppe | Totale | Totale |
| Stagione        | Squadra         | Comp            | Pres       | Reti       | Comp            | Pres            | Reti            | Comp               | Pres               | Reti               | Comp        | Pres        | Reti        | Pres   | Reti   |
| --------------- | --------------- | --------------- | ---------- | ---------- | --------------- | --------------- | --------------- | ------------------ | ------------------ | ------------------ | ----------- | ----------- | ----------- | ------ | ------ |
| mar. 2014       | Visé            | D2              | 1          | 0          | CB              | -               | -               |                    | -                  | -                  |             | -           | -           | 1      | 0      |
| 2014-2015       | Visé            | D3              | 26         | 6          | CB              | 0               | 0               |                    | -                  | -                  |             | -           | -           | 26     | 6      |
| 2015-2016       | Seraing         | D2              | 8          | 1          | CB              | 1               | 1               |                    | -                  | -                  |             | -           | -           | 9      | 2      |
| 2016-2017       | Seraing         | D3              | 22         | 2          | CB              | 0               | 0               |                    | -                  | -                  |             | -           | -           | 22     | 2      |
| 2017-2018       | Seraing         | D3              | 29         | 1          | CB              | 0               | 0               |                    | -                  | -                  |             | -           | -           | 29     | 1      |
| 2018-2019       | Seraing         | D3              | 28         | 1          | CB              | 0               | 0               |                    | -                  | -                  |             | -           | -           | 28     | 1      |
| 2019-2020       | URSL Visé       | D3              | 22         | 4          | CB              | 0               | 0               |                    | -                  | -                  |             | -           | -           | 22     | 4      |
| 2020-2021       | SO Cholet       | N               | 26         | 1          |                 | -               | -               |                    | -                  | -                  |             | -           | -           | 26     | 1      |
| 2021-2022       | Seraing         | D1              | 25         | 1          | CB              | 3               | 0               |                    | -                  | -                  |             | -           | -           | 28     | 1      |
| Totale carriera | Totale carriera | Totale carriera | 187        | 17         |                 | 4               | 1               |                    | -                  | -                  |             | -           | -           | 191    | 18     |